# 彩青
彩青（りゅうせい、本名：横田彩青、2002年8月29日 - ）は、日本の男性演歌歌手、民謡歌手である。北海道岩見沢市出身。身長167センチ。
レコード会社は日本コロムビアに所属し、細川たかし音楽事務所がマネジメントする。細川たかしの弟子として、2019年6月26日に日本コロムビアから「銀次郎 旅がらす」でデビューした。

## 来歴
両親と祖母の4人家族。父親は広島出身で、サンフレッチェ広島ユースに所属。プロサッカー選手にはなれず、北海道の大学に進学し、そのまま北海道で就職して結婚した。2002年日韓W杯で、日本中が日本代表のサムライブルーで彩られた光景に感動し、その年に生まれた息子に、日本代表のように輝いていくような人になって欲しいと、「彩る」と「青」で彩青と名付けた。ところがサッカーボールが転がって来ると逃げるような子供で、父もサッカーは「向いてないな」と諦め、両親がYOSAKOIソーラン祭りのチームで踊っていた際にトラックの上で歌う歌手に憧れた。それで5歳から民謡、7歳から津軽三味線をそれぞれ習い、民謡の素養をつけた。民謡を習い始めた。11歳から細川たかしに師事して演歌を学び、尺八の演奏を始める。細川師匠も「彩青っていいね」と言ってくれ、そのまま彩青の名前でデビューした。
2019年6月26日に日本コロムビアから「銀次郎 旅がらす」でデビューし、2019年12月30日に「第61回輝く!日本レコード大賞」新人賞を受賞する。

## ディスコグラフィ

### シングル
- すべて日本コロムビアからリリース。

| # | 発売日          | 曲順 | タイトル                                  | 作詞               | 作曲               | 編曲       | オリコン 最高順位 | 規格品番                    |
| - | --------------- | ---- | ----------------------------------------- | ------------------ | ------------------ | ---------- | ----------------- | --------------------------- |
| 1 | 2019年 6月26日  | 01   | 銀次郎 旅がらす                           | 高田ひろお         | 四方章人           | 伊戸のりお | 33位              | COCA-17635                  |
| 1 | 2019年 6月26日  | 02   | からっ風道中                              | 高田ひろお         | 四方章人           | 伊戸のりお | 33位              | COCA-17635                  |
| 2 | 2020年 5月13日  | 01   | 津軽三味線ひとり旅                        | 冬木夏樹           | 四方章人           | 伊戸のりお | 12位              | COCA-17748 (通常盤)         |
| 2 | 2020年 5月13日  | 02   | 十勝馬唄                                  | 北海道民謡         | 北海道民謡         | [ 注釈 1 ] | 12位              | COCA-17748 (通常盤)         |
| 2 | 2021年 2月3日   | 02   | 銀次郎 旅がらす                           | 高田ひろお         | 四方章人           | 伊戸のりお | 12位              | COCA-17852 ("青春十八番"盤) |
| 2 | 2021年 2月3日   | 03   | ソーラン節                                | 北海道民謡         | 北海道民謡         | [ 注釈 1 ] | 12位              | COCA-17852 ("青春十八番"盤) |
| 3 | 2022年 4月20日  | 01   | 沓掛道中                                  | 仁井谷俊也         | 四方章人           | 伊戸のりお | 30位              | COCA-17994                  |
| 3 | 2022年 4月20日  | 02   | 津軽よされ節                              | 青森県民謡         | 青森県民謡         | [ 注釈 1 ] | 30位              | COCA-17994                  |
| 4 | 2023年 4月19日  | 01   | 望郷竜飛崎                                | 原文彦             | 四方章人           | 西村真吾   | 35位              | COCA-18106                  |
| 4 | 2023年 4月19日  | 02   | 津軽じょんがら節                          | 青森県民謡         | 青森県民謡         | 佐伯亮     | 35位              | COCA-18106                  |
| 4 | 2023年 4月19日  | 03   | 津軽三味線ひとり旅 〈ロングヴァージョン〉 | 冬木夏樹           | 四方章人           | 伊戸のりお | 35位              | COCA-18106                  |
| 5 | 2023年 12月13日 | 01   | 王手!                                     | 多手石松観         | 市川昭介           | 南郷達也   | -                 | COCA-18192                  |
| 5 | 2023年 12月13日 | 02   | 津軽よされ節                              | 青森県民謡         | 青森県民謡         | [ 注釈 1 ] | -                 | COCA-18192                  |
| 6 | 2024年 6月26日  | 01   | さらば桜島                                | 石原信一           | 弦哲也             | 南郷達也   | -                 | COCA-18212                  |
| 6 | 2024年 6月26日  | 02   | First Step                                | ZEN / AKUN / Sunny | ZEN / AKUN / Sunny | ZEN / AKUN | -                 | COCA-18212                  |
| 7 | 2025年 2月19日  | 01   | 津軽三味線物語                            | 吉幾三             | 吉幾三             | 西村真吾   | 40位              | COCA-18270                  |
| 7 | 2025年 2月19日  | 02   | 最上川舟唄                                | 山形県民謡         | 山形県民謡         | 佐伯亮     | 40位              | COCA-18270                  |

### アルバム
| 発売日         | タイトル                              | 規格品番   |
| -------------- | ------------------------------------- | ---------- |
| 2023年11月22日 | 演歌・民謡 唄の旅【北日本・東日本篇】 | COCP-42143 |

### タイアップ曲
| 年     | 楽曲       | タイアップ                                               |
| ------ | ---------- | -------------------------------------------------------- |
| 2024年 | First Step | BSテレ東『THE名門校 日本全国すごい学校名鑑』テーマソング |

### ミュージック・ビデオ
| 年   | タイトル           | リンク     | 監督 | 備考 |
| ---- | ------------------ | ---------- | ---- | ---- |
| 2019 | 銀次郎 旅がらす    | [ 動画 1 ] |      |      |
| 2020 | 津軽三味線ひとり旅 | [ 動画 2 ] |      |      |
| 2022 | 沓掛道中           | [ 動画 3 ] |      |      |
| 2023 | 望郷竜飛崎         | [ 動画 4 ] |      |      |
| 2023 | 王手！             | [ 動画 5 ] |      |      |
| 2024 | さらば桜島         | [ 動画 6 ] |      |      |
| 2025 | 津軽三味線物語     | [ 動画 7 ] |      |      |

## 出演

### テレビドラマ
- 連続テレビ小説（NHK）
  - エール 第64話「スター発掘オーディション！」（2020年6月25日） - 水川ながし 役[6]
- スナック女子にハイボールを 第5話（2024年5月3日、中京テレビ） - 演歌歌手 役

### テレビバラエティ
- 関ジャニの仕分け∞(2014年6月14日、テレビ朝日)プロデビュー前に出演。
- 千鳥の鬼レンチャン(2023年2月19日、5月21日、2024年5月12日、フジテレビ)
- FNS27時間テレビ  鬼笑い祭(2023年7月22日、フジテレビ)

### ラジオ
- 彩青の音緒 昭和っぷ!（2025年4月2日[7] - 、NACK5）

### 動画
1. ↑  彩青Channel (2019-05-19), 彩青(りゅうせい) / 銀次郎 旅がらす 2025年7月19日閲覧。
2. ↑  彩青Channel (2020-05-11), 彩青(りゅうせい) / 津軽三味線ひとり旅 2025年7月19日閲覧。
3. ↑  彩青Channel (2022-04-12), 彩青(りゅうせい) / 沓掛道中 2025年7月19日閲覧。
4. ↑  彩青Channel (2023-04-24), 彩青(りゅうせい) / 望郷竜飛崎 2025年7月19日閲覧。
5. ↑  彩青Channel (2023-12-11), 彩青(りゅうせい) / 王手！ 2025年7月19日閲覧。
6. ↑  彩青Channel (2024-06-25), 彩青(りゅうせい) / さらば桜島 2025年7月19日閲覧。
7. ↑  彩青Channel (2025-02-18), 彩青(りゅうせい) / 津軽三味線物語 2025年7月21日閲覧。